# Världens händelser
Världens händelser är en dokumentärserie i Sveriges Television om olika kända händelser under 1900- och 2000-talet. Första säsongen sändes våren 2011 och serien återkom sedan med en andra (hösten 2011), tredje (våren 2012) och fjärde säsong (hösten 2012). Det har också fått en "systerserie" i form av Svenska händelser.

## Avsnitt (med sändningsdatum inom parentes)

### Första säsongen
1. Nelson Mandelas frigivning 1990 (30 mars 2011)
2. Iranska revolutionen 1979 (6 april 2011)
3. Leninvarvet 1980 (13 april 2011)
4. Militärkuppen i Chile 1973 (20 april 2011)
5. Srebrenica 1995 (27 april 2011)
6. Himmelska fridens torg 1989 (4 maj 2011)

### Andra säsongen
1. Julbombningarna av Hanoi 1972 (16 november 2011)
2. Folkmordet i Rwanda 1994 (23 november 2011)
3. Augustikuppen 1991 (30 november 2011)
4. Operation Iraks frihet 2003 (7 december 2011)
5. Ceausescus fall 1989 (14 december 2011)
6. Nejlikerevolutionen 1974 (21 december 2011)

### Tredje säsongen
1. Medborgarrättsrörelsen i USA (24 april 2012)
2. Berlinmuren 1961–1989 (1 maj 2012)
3. Massakern i Halabja 1988 (8 maj 2012)
4. Den orangea revolutionen 2004–2005 (15 maj 2012)
5. Sandinistrevolutionen 1979 (22 maj 2012)
6. Ungernrevolten 1956 (29 maj 2012)

### Fjärde säsongen
1. Thatcher och gruvstrejken 1984 (13 november 2012)
2. Kulturrevolutionen i Kina (20 november 2012)
3. Militärkuppen i Grekland 1967 (27 november 2012)
4. Kaddafis fall (4 december 2012)
5. Spanska diktaturens sista dödsryckning (18 december 2012)
6. Mordet på Benazir Bhutto 2007 (25 december 2012)

### Fotnoter
1. ↑  ”Världens händelser”. Svensk mediedatabas. https://smdb.kb.se/catalog/search?q=%22V%C3%A4rldens+h%C3%A4ndelser%22+typ%3Atv&sort=OLDEST. Läst 19 januari 2017.